# Реорганизирана църква на Исус Христос на светиите от последните дни
’’Реорганизираната църква на Исус Христос на светиите от последните дни’’ (на английски Reorganized Church of Jesus Christ of Latter-day Saints, RLDS) е религиозно изповедание, чиито последователи смятат, че са възстановената първоначална Църква на Исус Христос. Реорганизираната църква на Исус Христос на светиите от последните дни е второто най-голямо мормонско вероизповедание. Членството на Реорганизираната църква на Исус Христос на светиите от последните дни понастоящем е около 250 хиляди души в цял свят, най-много в Северна Америка.

## Кратка история
За ранната история на мормонизма виж Мормонизъм.
Смъртта на Джозеф Смит, основателя на мормонизма създава сериозна криза в мормонската църква, тъй като не е имало никакво църковно правило по отниошение на въпроса как се населедява постът „председател на църквата“, и дори не е било ясно дали евентуалният населдник също ли е пророк или не. По тези въпроси вярващите мормони са били на разнопосочни мнения. Кризата е била утежненеа и от факта, че по време на смъртта на Джозеф Смит почти всички църковни ръководители са били на далечни мисии.
Формирали са се няколко групировки сред мормоните. Най-голямата се е оказала групата на апостола Бригъм Янг, който е взел решение за напускане територията на САЩ и заселване в днешния щат Юта и околностите (тогава тези области все още не са били част на САЩ).
Много мормонски енории обаче не са се присъединили нито към Бригъм Янг, нито към някой от другите ръководители, и са продължили обичайния си религиозен живот без наличие на централно ръководство. Ръководителят на една от енориите Джейсън У. Бигс през 1852 г. осъзна нуждата от централно ръководство и започна да агитира енориите за обща конференция. Общата конференция бе проведена през 1853 г., на която участниците взеха решение да не се присъеднияват към нито една от мормонските фракции, а да чакат нови божии откровения относно бъдещето. С цел филтриране на фалшиви пророчества, е приет принципът всякакви нови откровения и пророчества да „влизат в сила“ само след гласуване на общото събрание на вярващите, тоест на практика бе премахното едноличното ръководство на председателя на църквата, а вместо него бе въведено колективно ръководство. Също така, с цел премахване на всякакви лидерски амбиции, е приет и принципът председателят на църквата на бъде винаги пряк потомък на Джозеф Смит. Големият син на Джозеф Смит, Джозеф Смит III дълго време е отказвал да поеме каквато и да била функция, поради което чак през 1860 г. бе официално установена Реорганизираната църква на Исус Христос на светиите от последните дни, със седалище гр. Индинендънс, щат Мисури.

## Класификация
Реорганизираната църква на Исус Христос на светиите от последните дни е сматана за най-умерена от всичките мормонски вероизповедания. Отношението към нея от страна на християнските вероизповедания е също така доста по-умерено. Реорганизираната църква на Исус Христос на светиите от последните дни е единственото мормонско вероизповедание, допуснато до членство в Световния съвет на църквите, международен орган, в който ръководна роля играят традиционните протестантски деноминации. Поради реформите в Реорганизираната църква на Исус Христос на светиите от последните дни, тя днес все повече прилича на традиционна протестантска деноминация, макар че продължава да запазва и някои мормонски особености.

## Учение и практика. Акценти
Повечето странни учения, присъщи на Църквата на Исус Христос на светиите от последните дни никога не са били практикувани от реорганизираните мормони, като например: многоженство, вяра в много богове, кръщаване на мъртъвци, кръвно изкупление, тайни храмови ритуали, и други подобни.
Реорганизираната църква на Исус Христос на светиите от последните дни смята за свое главно свещено писание Библията. Другите две свещени писания (Книгата на Мормон и Учение и завети) са смятани за „помощни“, като вярата в тях от 2006 г. вече и не е задължителна. Църквата променя името си официално през 2001 г. на Общност на Исус.

## Статистически данни
Страни с най-много реорганизирани мормони
- САЩ – 130 000
- Канада – 8000

## Свещеничество
Има два вида свещеничество: ароново и мелхиседеково. Повечето служби са неплатени, те се вършват в свободното време на лицата със свещенически ранг. Службите, които изискват целодневна заетост са платени. За разлика от практиката на Църквата на Исус Христос на светиите от последните дни, Реорганизираната църква на Исус Христос на светиите от последните дни допуска до свещеничество и мъже и жени.
- Ароново свещеничество:
  - Дякон – отговаря за физическите нужди на църквата.
  - Учител – оттговаря за психическите нужди на вявашите.
  - Свещемик – има право да избършва тайнствата.
- Мелхиседеково свещеничество:
  - Старейшина – това е свещеничеството на хората, извършващи мисионерски задачи.
  - Седемдесетник – председателите на мисиите и тяхното централно ръководство.
  - Висш свещеник – изтъкнати мисионери и проповедници.
  - Епископ – това е висш свещеник, избран да изпълнява специфични задачи.
  - Евангелист – наричан преди патриарх, името променено след като и жените са допуснати до тази служба. Съветва и дава така нареченото „патриаршеско благословие“.
  - Апостол – винаги има 12 броя апостоли, това са членовете на Кворума на дванадесетте.
  - Председател – това са членовете на Първото председателството.
  - Пророк – председателят на църквата.

## Администрация и ръководство
- Първо председателство – състои се от председателя на църквата, смятан за пророк, и от избрани от него двама съветници. Председателят за църквата се посочва от предишния председател на църквата, и после преди встъпване в слъжност, се подлага на гласуване от общото сябрание на вярващите. Тази традиция бе нарушена при избора на сегашния председател, тъй като неговият предшественик е подал оставка без да посочи наследник – поради това името сегашния председател бе посочено от Кворума на дванадесетте. До 1996 г. всички председатели са били преки потомци на Джозеф Смит. От март 2007 г. за първи път жена е член на Първото председателство.
- Кворум на дванадесетте – главният административен орган на църквата, състои се от 12 апостоли. Ръководи и назначава председателите на мисиите.
- Председателско епископство – ръководи всичките нерелигиозни дела на църквата, главно финансите.

### Председатели на църквата
- Джозеф Смит III (син на Джозеф Смит) 1860-1914
- Фредрик Мадисън Смит (син на Джозеф Смит III) 1915-1946
- Израел А. Смит (син на Джозеф Смит III) 1946-1958
- У. Уолъс Смит (син на Джозеф Смит III) 1958-1978
- Уолъс Б. Смит (син на У. Уолъс Смит) 1978-1996
- У. Грант Макмъри 1996-2004
- Стивън М. Вейзи 2004-

## Разкол
- Поради отхвърляне на някои мормонски догми, проближаване на християнски (протестантски) учения и екуменизма на църквата, част от мормоните-традиционалисти са я напуснали. Те смятат, че в Реорганизираната църква на Исус Христос на светиите от последните дни е настъпила нова апостасия, подобно на тази на Бригъм Янг през 19 век. Деноминацията Реставрационни клонове (Restoration Branches) има членство около 12 хиляди души.
- През 1991 г. се основава нова група, недовиолна от реформите с име Реорганизация на църквата на Исус Христос на светиите от последните дни (Restoration Church of Jesus Christ of Latter Day Saints) с членство няколко хиляди души.
- През 2000 г. става отделна деноминация групата на тези, които са недоволни от премахването на принцуипа, според който председател на църквата може да бъде само потомък на Джозеф Смит. Името на тази деноминация е Остатък на църква на Исус Христос на светиите от последните дни (Remnant Church of Jesus Christ of Latter Day Saints), председател на тази деноминация е Фредрик Нилс Ларсен, праправнук на Джозеф Смит.

## Църквата в България
За разлика от много европейски страни, Реорганизирана църква на Исус Христос на светиите от последните дни понастоящем официално няма мисионери в България.